# Козлов, Иван Андреевич
Ива́н Андре́евич Козло́в (24 июня [6 июля] 1888, Коломна, Московская губерния — 26 марта 1957, Москва) — советский писатель и партийный деятель, руководитель партийного подполья в Крыму. Лауреат Сталинской премии третьей степени (1948). Член РСДРП с 1905 года.

## Биография

### До революции, во время и после гражданской войны.
И. А. Козлов родился 24 июня (6 июля) 1888 года в селе Сандыри (ныне Коломна Московской области) в крестьянской семье. Работал на Коломенском машиностроительном заводе. Вступил в РСДРП, участвовал в Революции 1905—1907 годов.
В 1908 и 1909 годах подвергался арестам. Приговорён к 4 годам каторги и пожизненной ссылке в Сибирь. В 1909 году содержался во Владимирском централе вместе М. В. Фрунзе. В 1913 году бежал за границу, где пробыл до Февральской революции. В годы Гражданской войны вёл подпольную работу в Севастополе и Харькове.

### В крымском подполье
В 1923—1925 годах учился в Высшем художественном литературном институте имени В. Я. Брюсова, затем снова был на партийной работе. Великая Отечественная война застала писателя в клинике у М. И. Авербаха, где он лечил глаукому. Будучи почти полностью слепым (инвалидность 2 группы), И. А. Козлов активно включился в подпольную работу в захваченном фашистами Крыму.
По линии НКВД для Козлова были подготовлены документы на имя Вагина и справка об освобождении. Залегендировался в Керчи через трудоустройство агентом по снабжению в Рыбакколхозсоюзе. Далее увольнение и фиктивный сигнал в органы, после чего приступил к подготовке работы будущей подпольной типографии. Козлов возглавил подпольную организацию во время первой оккупации Керчи, которая продолжалась недолго. Конспиративные квартиры пострадали от налётов, но костяк подполья немцы в первый месяц выявить не смогли.
В ходе Керченско-феодосийской операции советские войска к 30 декабря заняли Керчь. Затем после временной эвакуации в Сочи в августе 1942 работает в Штабе партизанского движения. В 1943 года решением Крымского подпольного обкома ВКП(б) 19 сентября 1943 был заброшен совместно с возвращавшимся с Кавказа П. Р. Ямпольским самолётом У-2 к крымским партизанам в район Иваненковских казарм. Был залегендирован как сапожник, после вхождения в курс дел перешел в город, где зимой 1943—1944 гг. стал секретарём Симферопольского подпольного горкома партии.
Курьезный случай связан с легализацией Ивана Андреевича на оккупированной территории. В спецотделе сработали для него «липу» — паспорт с пропиской в Симферополе по улице Дворянской, дом 20. Но не учли, что оккупанты не успели вернуть улицам города их дореволюционные названия, как поступали обычно. Бывшая Дворянская и при немцах оставалась улицей Горького. Пришлось спешно готовить Козлову новый паспорт.

### После войны
После войны писатель жил в Симферополе, занимался литературной работой. Умер 26 марта 1957 года в Москве. Похоронен на Новодевичьем кладбище (участок № 5).

## Творчество
- пьеса «Подполье» (1920)
- повесть «Встряска» (1926)
- книга «В крымском подполье» (1947)
- книга «В городе русской славы» (1950)[4]

Трилогия:
- Жизнь в борьбе (1955)
- Ни время, ни расстояние (1968)
- Наш последний и решительный (1969)[5]

## Награды
- Сталинская премия третьей степени (1948) — за книгу «В крымском подполье»[2][6]
- орден Ленина
- орден Красного Знамени

## Память
Именем И. А. Козлова, названа улица в Керчи, в Симферополе, Коломне

## Критика и конфликты
Один из известных конфликтов с участием Козлова связан с биографией Людмилы Васильевны Скрипниченко, которая была, вероятно, двойным агентом советских органов в немецком СД. В марте 1944 г. она была убита при невыясненных обстоятельствах, как утверждалось впоследствии, стихийными патриотами. 8 января 1945 года Симферопольский суд установил: «… труп Скрипниченко Л. В. не найден, не опознан, что препятствует оформлению на получение пенсии на 3-х её детей. Руководствуясь ст. 5, 118 ГПК и ст. 12 ГК РСФСР суд определил: Скрипниченко Людмилу Васильевну считать умершей в марте 1944 г.». В книге И. А. Козлова «В крымском подполье» Скрипниченко была названа пособницей оккупантов. Через 20 лет её дочь, Г. А. Скрипниченко-Коровяковская, обратилась в партийные органы с требованием реабилитации матери и исправлений в книге или её изъятии. Козлов к тому моменту уже умер.
Партийные органы встали на сторону заявительницы. 25 июня 1965 года Крымским обкомом КПУ было принято постановление: "Об исправлении ошибочных обвинений в предательской деятельности партизанской разведчицы Скрипниченко Людмилы Васильевны в книге И. А. Козлова «В крымском подполье» (Госархив РК, Ф.п. 1, оп.4, д.47, л. 48-86. Постановление ОК КПУ). В настоящее время Скрипниченко Людмила Васильевна официально считается реабилитированной подпольщицей, её именем названа улица в г. Симферополе.
Между сторонниками начальной версии Козлова и версии дочери подпольщицы Г. А. Скрипниченко-Коровяковской уже более 60 лет ведётся ожесточенная полемика.
Неблаговидно выглядела позиция Козлова и по отношению к командиру Симферопольской подпольной организации А. Н. Косухину. В результате Косухин, представленный к званию Героя Советского Союза, был награждён орденом Ленина только через 20 лет после Победы, в 1965 году. При этом выжившие участники молодёжного подполья протестовали против позиции Козлова.